# 핀 막 쿨

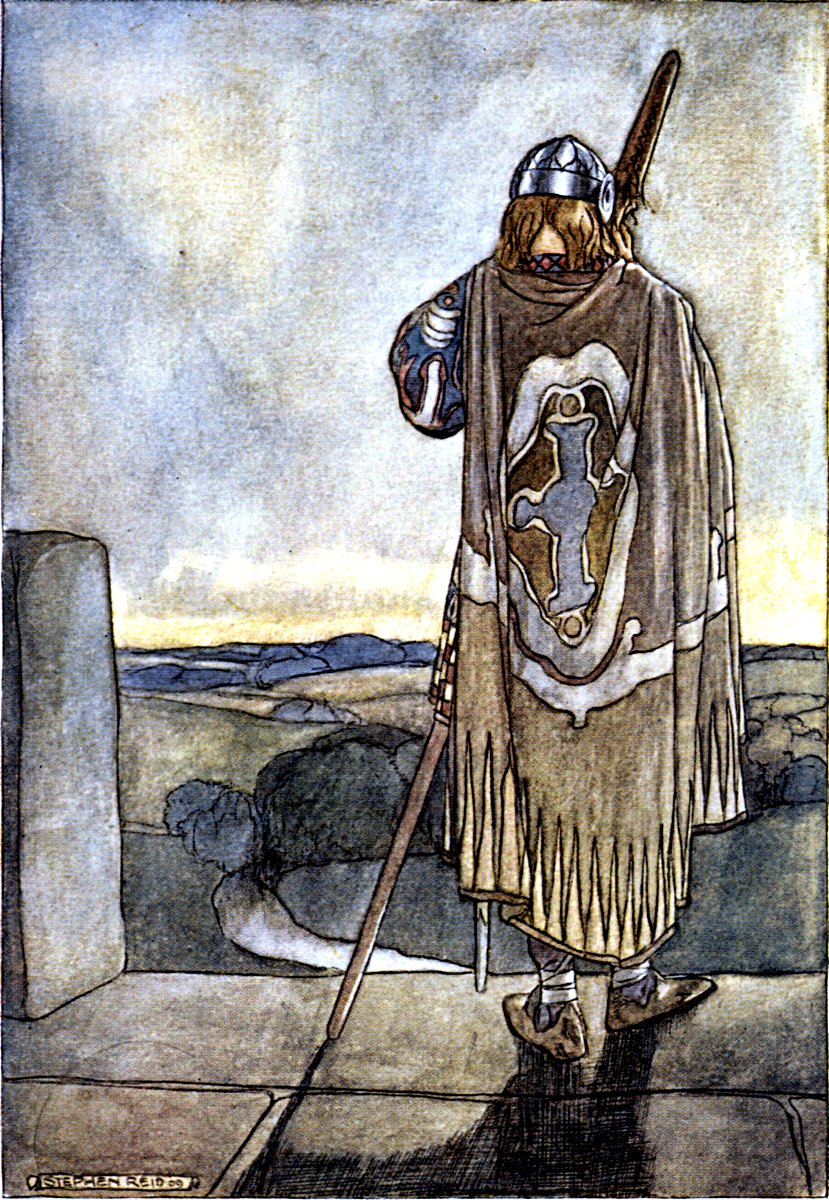

핀 막 쿨(고대 아일랜드어: Find mac Cumail 핀 막 쿠월, 아일랜드어: Fionn mac Cumhaill [ˈfʲɪn̪ˠ mˠak ˈkʊwəlˠ]은 아일랜드 신화에 등장하는 영웅이다. 스코틀랜드와 맨섬의 신화에도 등장한다. 핀과 그 졸개들인 피아나 전사들의 이야기가 피니언 대계이며, 이 대계의 서술자가 핀의 아들인 오신에 해당한다.
"핀"은 사실 "금발", "아름다운", "하얀", "밝은"이라는 뜻의 별명이다. "막 쿠월"은 쿠월의 아들이라는 뜻이다. 핀 막 쿠월의 본래 이름은 더이니(아일랜드어: Deimne [dʲəinʲɨ])였으며, 이것은 "확신", "확실함"을 의미한다. 신화에 따르면 그의 머리카락이 새하얀 백발로 변해버렸기 때문에 이런 별명을 얻은 것이라고 한다.

## 이름
영웅 핀 막 쿠월은 원래 고대 켈트의 신이었다. 그 이름은 켈트어 빈도스(Vindos)가 어원이며, 웨일스어의 그윈(Gwyn; 그윈 압 누드 등), 갈리아어의 빈도누스(Vindonnus)와 어근을 공유한다. 그 어근의 의미는 "금발", "아름다운", "흰색", "밝은" 등으로 해석될 수 있다. 빈, 빈디슈, 빈도니사 등 유럽 각지의 지명들도 같은 어원에서 나온 이름들이다.

## 전승의 상세

### 출생
핀 막 쿠월의 초기 모험담은 대부분 〈핀의 소년기 행적〉에서 찾을 수 있다. 핀은 피어너의 두령 쿠월 막 트렌모르와 드루이드 타드그 막 누어다트의 딸 미르너 사이에 태어난 아들이다. 타드그 부녀는 오늘날의 킬데어 주의 알마너 언덕에 살고 있었다. 쿠월이 미르너에게 청혼했지만 타드그가 허락해주지 않자 쿠월이 미르너를 납치해 갔다. 타드그는 당시 에린의 지고왕이던 콘 케드커하크에게 호소했고, 콘은 쿠월에 대한 토벌령을 내렸다. 크누커(Cnucha) 전투에서 콘과 쿠월이 맞붙었고, 쿠월은 골 막 모르너에게 죽었다. 쿠월의 피어너 두령 자리는 골이 대신했다.
쿠월이 죽었지만 미르너는 임신하고 있었다. 그 사실을 안 타드그는 딸을 태워 죽이려고 했다. 하지만 콘 왕이 그것을 막고 피어칼 막 콘킨에게 미르너를 맡겨 보호하게 했다. 피어칼의 아내는 드루이드 보그말이었고, 보그말은 쿠월의 누이였다. 피어칼의 집에서 미르너는 아들을 낳았고, 초명을 더이니(아일랜드어: Deimne: 북부 아일랜드 방언으로는 데브니[dʲeβ̃nʲi], 남부 아일랜드 방언으로는 더이니[dʲəinʲɨ])라고 했다. "더이니"는 "확실함"이라는 뜻이며, 또한 젊은 숫사슴을 의미하기도 한다. 더이니가 태어난 곳은 오늘날의 레이시 주 발리핀이라고 하는데, 발리핀이라는 지명은 "핀의 읍"이라는 뜻이다.
더이니가 핀이라는 이명을 얻게 된 것은 머리카락이 백발이 되었기 때문인데, 어째서 백발이 되었는지에 관해서는 판본마다 이야기가 제각각이다.

### 유년기
미르너는 아들의 양육을 보그말과 리어흐 루어크라라는 여전사에게 맡겼다. 두 여인은 아이를 슬리어우 블라드머 숲에 숨겨 기르면서 싸움과 사냥을 가르쳤다. 어느 정도 나이를 먹자 신분을 숨긴 채 군인으로 복무했는데, 어디를 가든 더이니가 쿠월의 아들이라는 것이 밝혀지면 그를 지켜줄 수 없다며 왕들이 그를 내쳐서 여러 소왕국을 전전했다.
더이니는 보인 강 근처에서 레프리컨 같은 드루이드이자 시인인 핀 에케스를서 만났고 그 밑에서 배웠다. 핀 에케스는 지식의 연어를 잡으려고 7년째 시도하고 있었다. 지식의 연어는 보인 강에 사는 물고기인데, 강에 떨어지는 성스러운 개암나무 열매를 받아먹었다. 때문에 이 연어를 잡아먹으면 세상의 모든 지식을 얻게 될 것이라고 했다. 마침내 연어를 잡은 핀 에케스는 더이니에게 연어를 요리해 오라고 시켰다. 요리를 하던 도중 엄지손가락에 연어 기름이 튀자 더이니는 손가락을 입에 넣고 빨았다. 이로 인해 연어의 지식이 더이니에게 흘러들어갔다. 더이니가 연어의 지혜를 얻은 것을 본 핀 에케스는 어린 더이니에게 연어를 다 먹으라고 주었다. 이 때 얻은 지식으로 핀 막 쿠월은 어떻게 해야 생부의 원수 골에게 복수할 수 있을지를 알아냈다. 그 뒤로도 핀은 연어의 지혜를 떠올려야 할 때면 처음 연어의 맛을 보았을 때처럼 엄지손가락을 입술 위에 올리게 되었다. 핀과 연어 이야기는 웨일스의 그위온 바흐의 이야기와 유사하다.

### 성년기

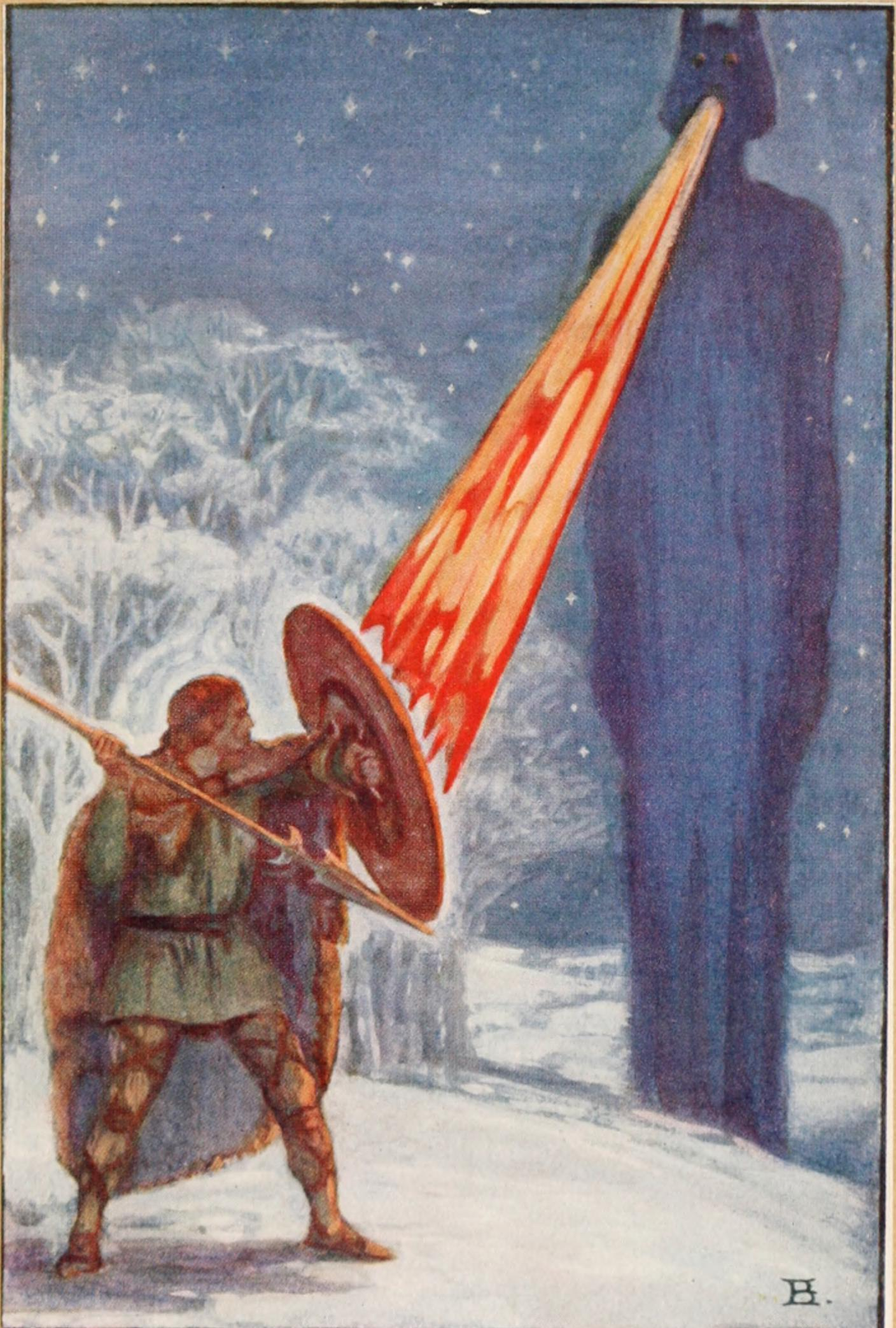
알렌과 싸우는 핀. 1914년 베아트리스 엘버리 그림.

매년 사완 때가 되면 입에서 불을 뿜는 이스시 알렌 막 미드그너가 나타나 타라 일대에 출몰하면서 민폐를 끼친 지가 23년째였다. 알렌은 수금을 연주하여 사람들을 잠들게 한 뒤 불을 지르고 다녔는데, 골 막 모르너가 이끌던 피어너는 알렌을 막아내지 못했다. 타라에 도착한 핀은 생부의 유품인 두루미 가죽 가방 속에 들어 있던 마법처리된 무기들로 무장했다. 핀은 마법으로 벌겋게 달아오른 창끝을 자기 이마 앞에 들이댔다. 고통으로 인해 핀은 잠에 들지 않았고, 알렌을 쫓아서 같은 창으로 찔러 죽였다. 핀이 쿠월의 아들임이 밝혀지자 피어너의 두령 자리가 핀에게 주어졌다. 골은 기꺼이 물러나고 핀에게 충성을 맹세했다. 다만 몇몇 이야기에서는 핀과 골의 관계가 불편한 동맹이었다고 한다. 핀은 외조부 타드그에게 생부의 목숨값을 요구하면서, 요구를 들어주지 않으면 자신과 일 대 일 결투를 해야 할 것이라고 위협했다. 타드그는 알마너 언덕의 자기 둔을 내놓겠다고 했고 핀은 그것을 받아들였다.

### 애정사
핀은 아내 사이브를 사냥을 나갔다가 만났다. 당시 사이브는 페르 데레크라는 드루이드의 청혼을 거부했다가 페르의 마법으로 사슴으로 변신당한 상태였다. 핀의 사냥개들인 브란과 스콜랑도 사람으로 태어나서 저주를 받아 사냥개가 되었기 때문에 사이브를 붙잡았을 때 그녀가 자신들과 같은 처지임을 알고 핀이 사슴을 죽이려는 것을 막았다. 그래서 핀이 산 채로 사이브를 잡아서 알마너의 둔으로 돌아왔더니 사이브가 사람의 모습으로 돌아왔다. 사이브는 핀의 둔 안에서만 사람의 모습을 취할 수 있었다. 둘이는 결혼했고 곧 사이브가 임신했다. 핀이 싸우러 나간 사이 페르 데레크가 핀으로 가장하여 찾아와 사이브를 꾀어낸 뒤 다시 사슴으로 변신시켜 납치해 갔다. 핀은 몇 년 동안 사이브를 찾아다녔지만 영영 아내를 찾을 수 없었다. 브란과 스콜랑이 사이브가 낳은 새끼사슴만 겨우 찾아냈다. 새끼사슴은 사람이 되었는데, 곧 핀의 아들 오신이다. 오신은 피어너에서 제일가는 전사 중 하나로 성장했다.
〈디어머드와 그라너 추격〉은 그보다 한참 뒤를 배경으로 삼고 있다. 코르막 막 아르트 지고왕은 늙어가는 핀에게 자기 딸 그라너와 재혼하라고 중매를 해 주었다. 그러나 결혼식 날 그라너는 핀의 휘하 피언 중 한 명인 디어머드 우어 두브너의 미모를 보고 반하였다. 핀의 외조카이기도 했던 디어머드는 그라너를 거부했지만, 그라너는 기아스를 동원해 자신을 받아들일 것을 강요했고, 디어머드는 억지춘향으로 그라너와 함께 야반도주하게 되었다. 당연히 핀은 두 사람을 추적했다. 디어머드의 양부인 앙구스 신이 도왔기에 둘은 핀의 추적을 계속 피할 수 있었다. 결국 핀은 디어머드와 그라너의 관계를 허락해 주었다. 몇 년 뒤, 핀은 디어머드와 함께 멧돼지 사냥을 나갔는데, 디어머드가 멧돼지에게 받혀 피를 흘리며 죽어가게 되었다. 핀의 손을 탄 물을 마시면 치유를 받을 수 있었는데, 핀은 냇가에서 물을 떠올 때마다 손가락 사이를 벌려서 물을 모두 흘려 버렸다. 이 꼴을 본 핀의 손자 오스카르가 조부의 불명예를 질책하자 핀은 제대로 물을 떠 왔다. 하지만 핀이 돌아왔을 때 디어머드는 이미 죽어 있었다.

### 사망
많은 판본에서 핀은 죽지 않고, 어떤 동굴 속에 피어너에 둘러싸인 채 잠들어 있게 된다. 그리고 에린 땅이 그를 가장 절실하게 필요로 하게 될 때 돌아올 것이라고 한다.
하지만 〈가우러 전투〉 이야기처럼 다른 결말도 있다. 여기서는 핀의 피어너를 후원해 주던 코르막 지고왕이 죽은 뒤, 왕으로부터 독립적인 무장세력이 설치고 다니면서 보호세까지 받아먹는 것을 혐오한 코르막의 아들 카르브러 리페하르가 핀과 그 피어너에 대한 토벌령을 내린다. 피어너 체제에 불만을 가졌던 울라, 라긴, 코나크타의 많은 군장들이 이에 호응하여 대군을 이루었고, 오래 전 핀에게 피어너 두령 자리를 넘겨주었던 골 막 모르너와 골을 따르는 페니드들도 핀을 배신하고 카르브러에게 붙었다. 핀의 시종 페르디어를 시작으로 핀을 따르는 페니드들은 거의 모두 참살당한다. 오스카르가 카르브러를 죽이지만 부상이 악화되어 자신도 죽는다. 핀은 5대 1로 몰려 싸우다 결국 이기지 못하고 죽었다고도 하고, 손자의 죽음에 흐느끼고 있는 사이 아클레크 막 두브드렌에게 뒤에서 공격 당해 죽었다고도 한다. 이렇게 세부 내용은 판본마다 다르지만, 핀이 처참하게 몰락하는 이야기들은 오신과 칼테 등 스무 명 정도를 제외한 모든 페니드들이 죽임을 당하고 조직은 와해된다는 기본 줄거리를 공유한다.

## 가계
- 부 쿠월 막 트렌모르
- 모 미르너
  - 양모 보그말(고모), 리어흐 루어크라
- 처 사이브
  - 아들 오신 막 핀
    - 며느리 니어브
      - 손자 오스카르 막 오신

|  |                                         |  |  |  |  |  |  |  |  |  |  |  |  |  |  |  |
|  | 엘탄 막 비스그너 (누어두 네크트의 손자) |  |  |  |  |  |  |  |  |  |  |  |  |  |  |  |
|  |                                         |  |  |  |  |  |  |  |  |  |  |  |  |  |  |  |
|  |                                         |  |  |  |  |  |  |  |  |  |  |  |  |  |  |  |
|  | 8. 수앨트 막 엘탄                       |  |  |  |  |  |  |  |  |  |  |  |  |  |  |  |
|  |                                         |  |  |  |  |  |  |  |  |  |  |  |  |  |  |  |
|  |                                         |  |  |  |  |  |  |  |  |  |  |  |  |  |  |  |
|  | 4. 트렌모르 막 수엘트                   |  |  |  |  |  |  |  |  |  |  |  |  |  |  |  |
|  |                                         |  |  |  |  |  |  |  |  |  |  |  |  |  |  |  |
|  |                                         |  |  |  |  |  |  |  |  |  |  |  |  |  |  |  |
|  | 2. 쿠월 막 트렌모르                     |  |  |  |  |  |  |  |  |  |  |  |  |  |  |  |
|  |                                         |  |  |  |  |  |  |  |  |  |  |  |  |  |  |  |
|  |                                         |  |  |  |  |  |  |  |  |  |  |  |  |  |  |  |
|  | 1. 더이니 "핀" 막 쿠월                  |  |  |  |  |  |  |  |  |  |  |  |  |  |  |  |
|  |                                         |  |  |  |  |  |  |  |  |  |  |  |  |  |  |  |
|  |                                         |  |  |  |  |  |  |  |  |  |  |  |  |  |  |  |
|  | 12. 누아다 아르게틀람? 누아다 막 아히?  |  |  |  |  |  |  |  |  |  |  |  |  |  |  |  |
|  |                                         |  |  |  |  |  |  |  |  |  |  |  |  |  |  |  |
|  |                                         |  |  |  |  |  |  |  |  |  |  |  |  |  |  |  |
|  | 6. 타드그 막 누어다트                   |  |  |  |  |  |  |  |  |  |  |  |  |  |  |  |
|  |                                         |  |  |  |  |  |  |  |  |  |  |  |  |  |  |  |
|  |                                         |  |  |  |  |  |  |  |  |  |  |  |  |  |  |  |
|  | 3. 미르너                               |  |  |  |  |  |  |  |  |  |  |  |  |  |  |  |
|  |                                         |  |  |  |  |  |  |  |  |  |  |  |  |  |  |  |
|  |                                         |  |  |  |  |  |  |  |  |  |  |  |  |  |  |  |